# Zenová zahrada
Zenová zahrada či suchá zahrada (枯山水 karesansui) vytváří miniaturní stylizovanou krajinu prostřednictvím pečlivě složených kamínků, mechu, hrabaného štěrku či písku. Vyskytuje se především v menších provedení. Klasické zenové zahrady byly vytvořeny v zen-buddhistických chrámech v Kjótu během období Muromači. Tento typ zahrady má sloužit především k odpočinku a meditaci.
Kameny by měly být vzpřímené nikoli ležet či být podpírány. Dále se hojně používá štěrk. Vysypávají se jím cestičky či různé abstraktní obrazce v zahradě. Štěrk se používá více než písek, jelikož písek se při dešti tvaruje do tvaru kapek a rozmývá se snadněji než štěrk.
Typické úpravy zahradní architektury v zenové zahradě jsou prováděny podle náboženských zvyklostí a zásad sadovnické tvorby.

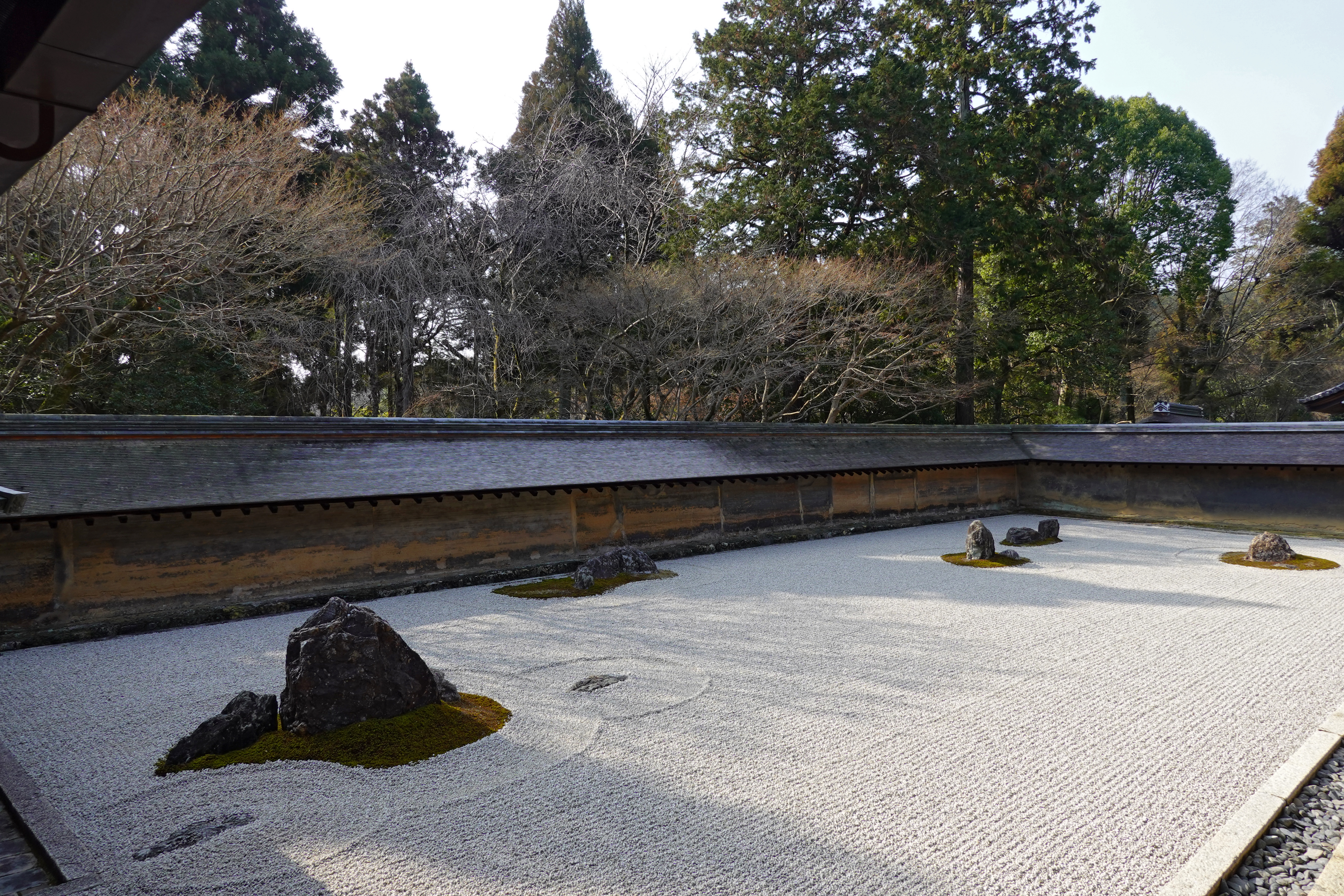
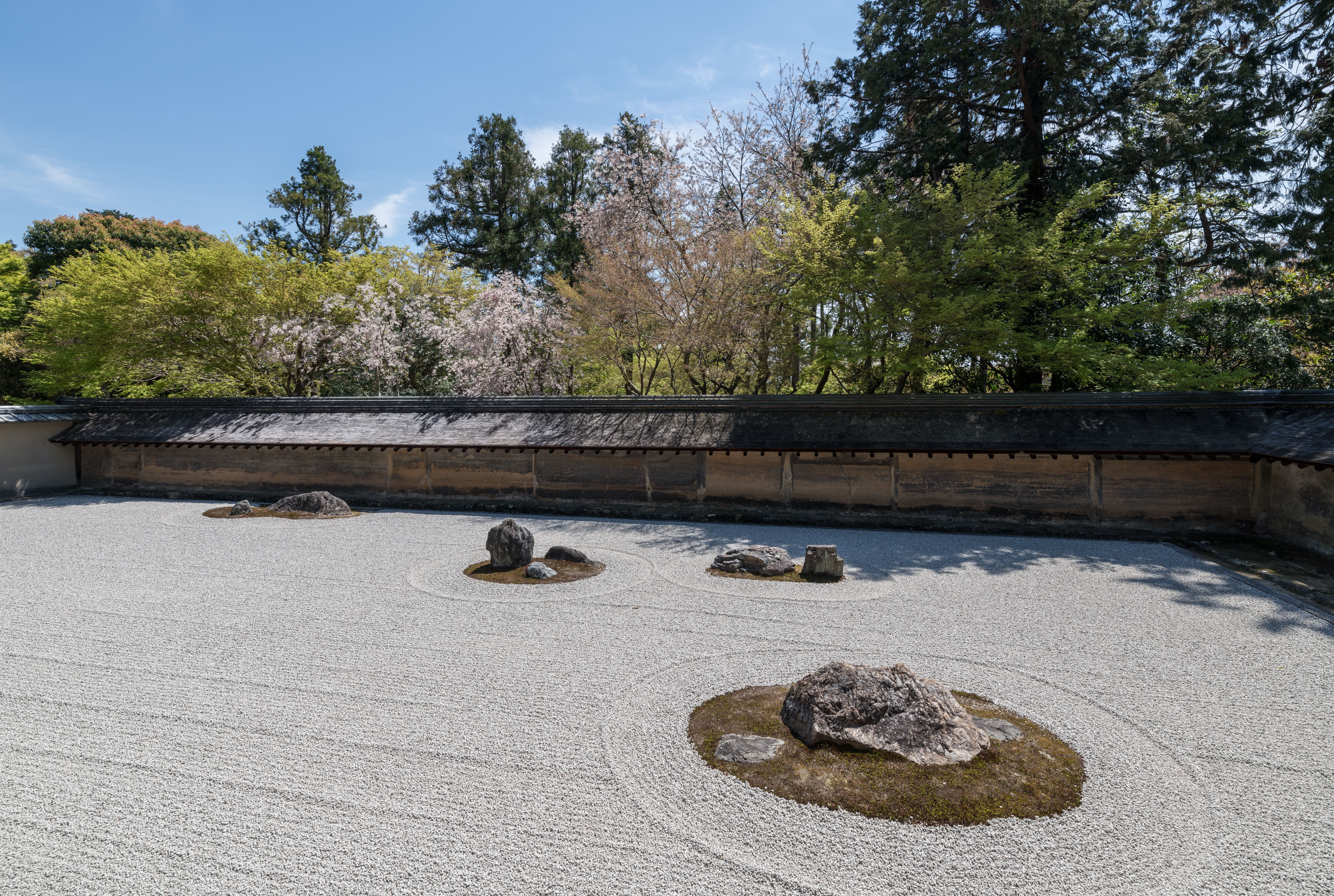
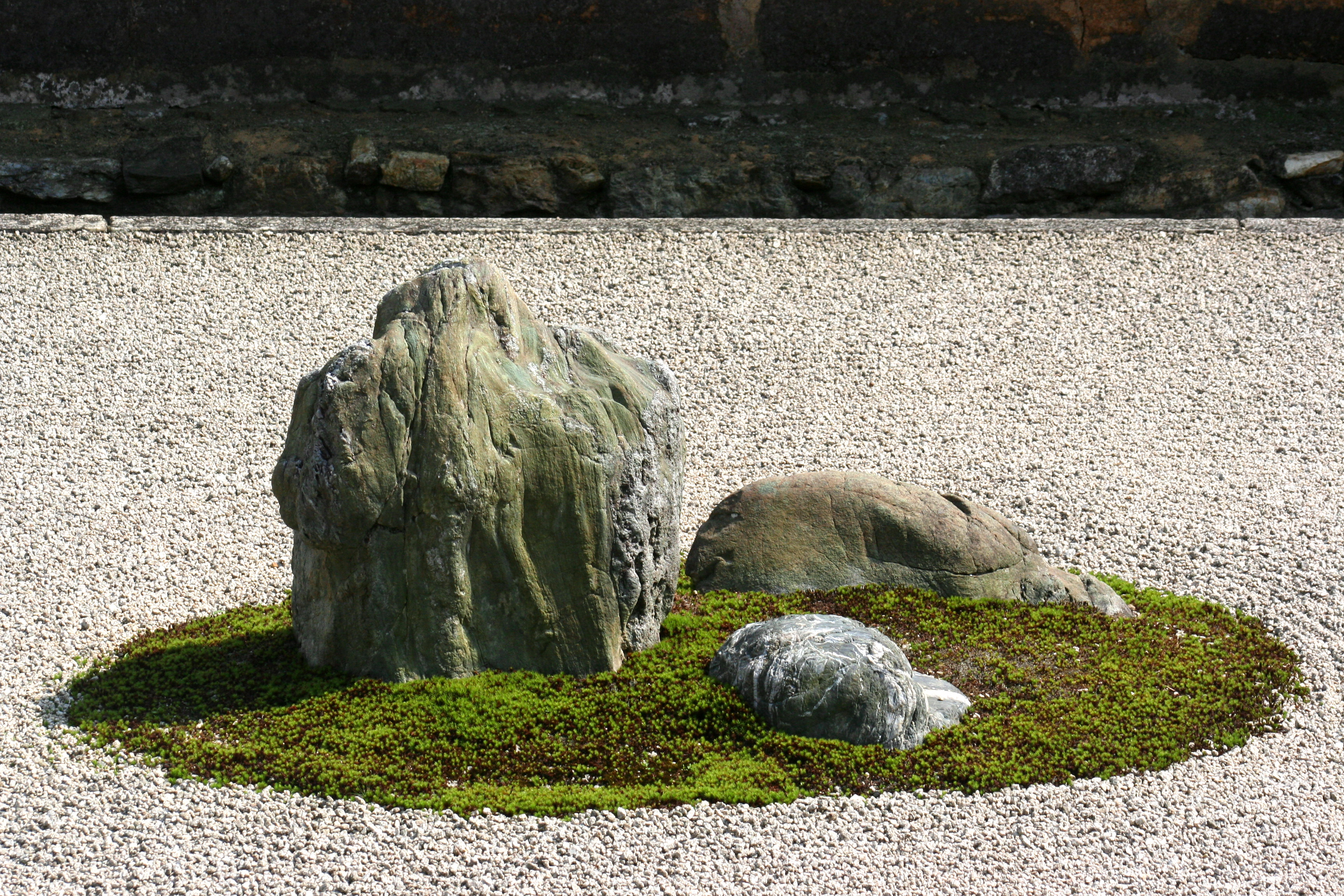
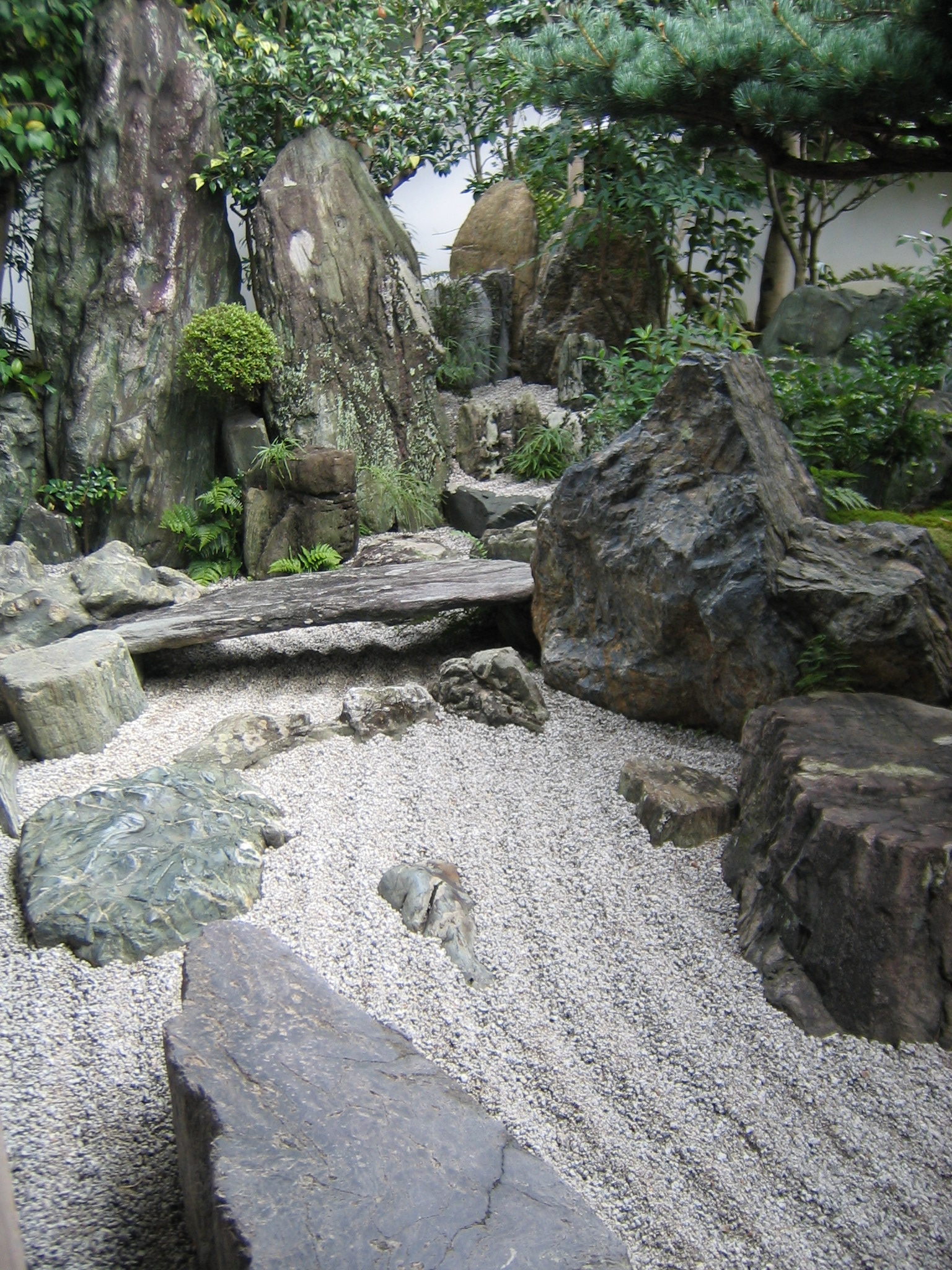
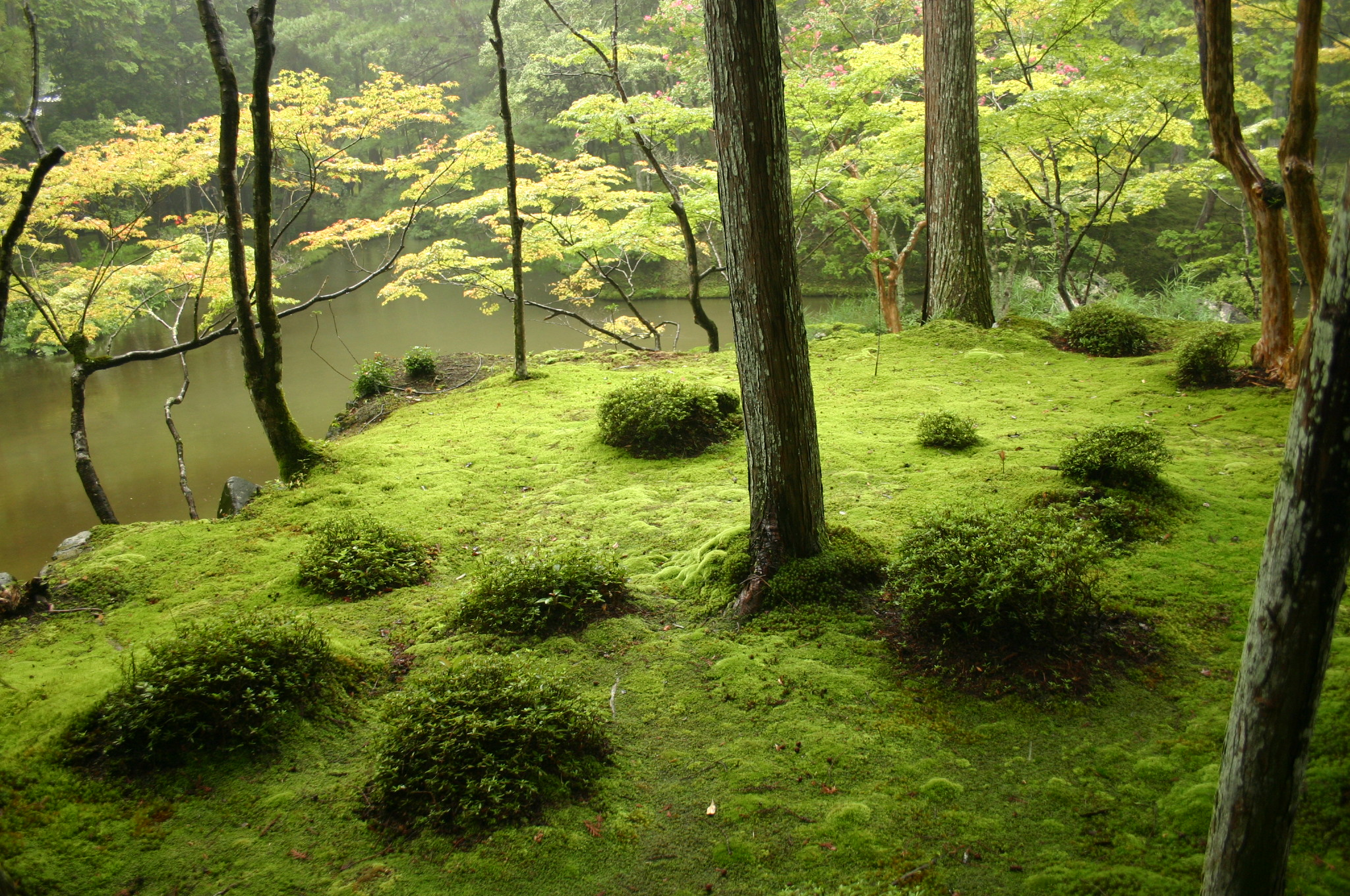
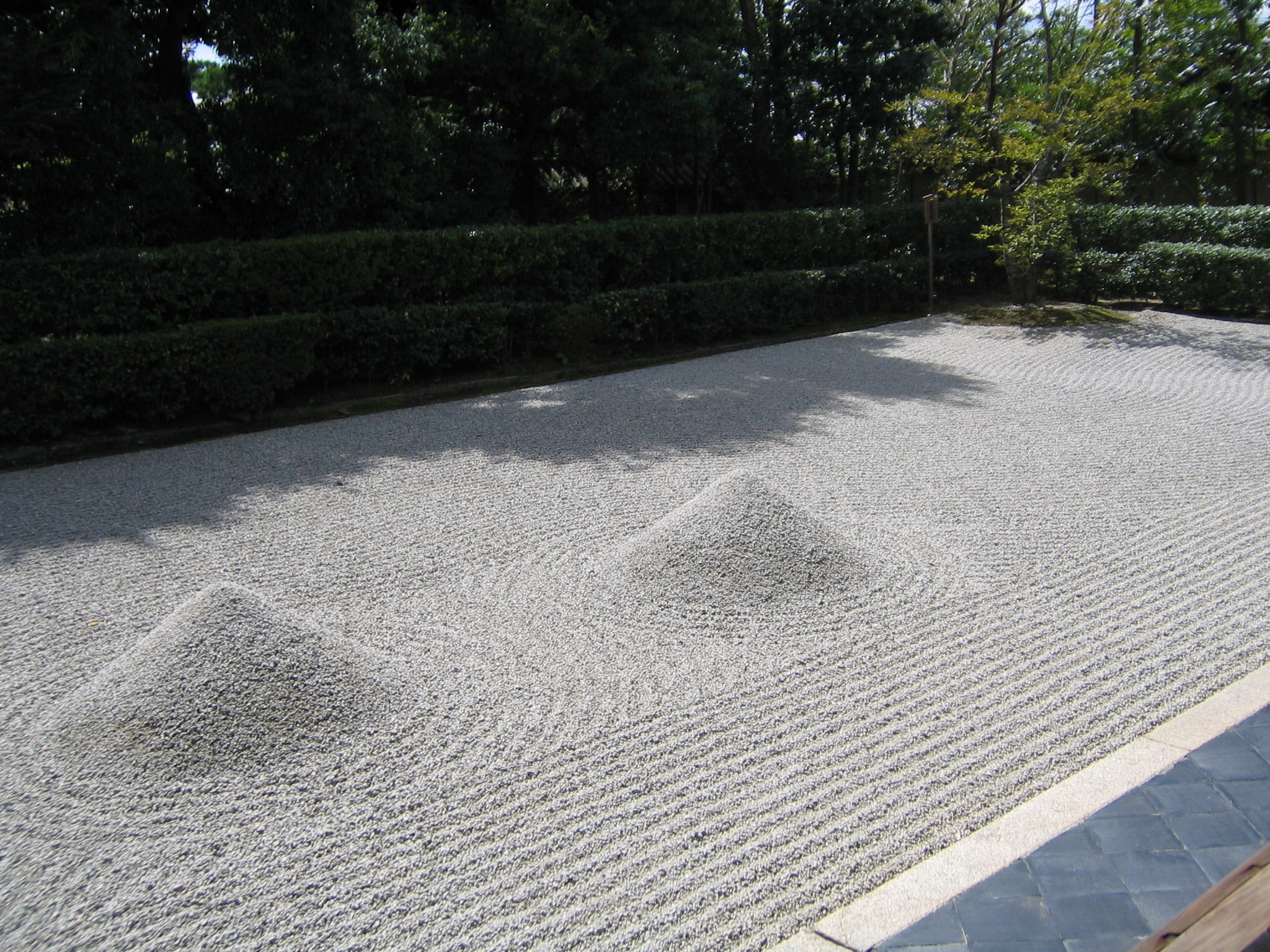
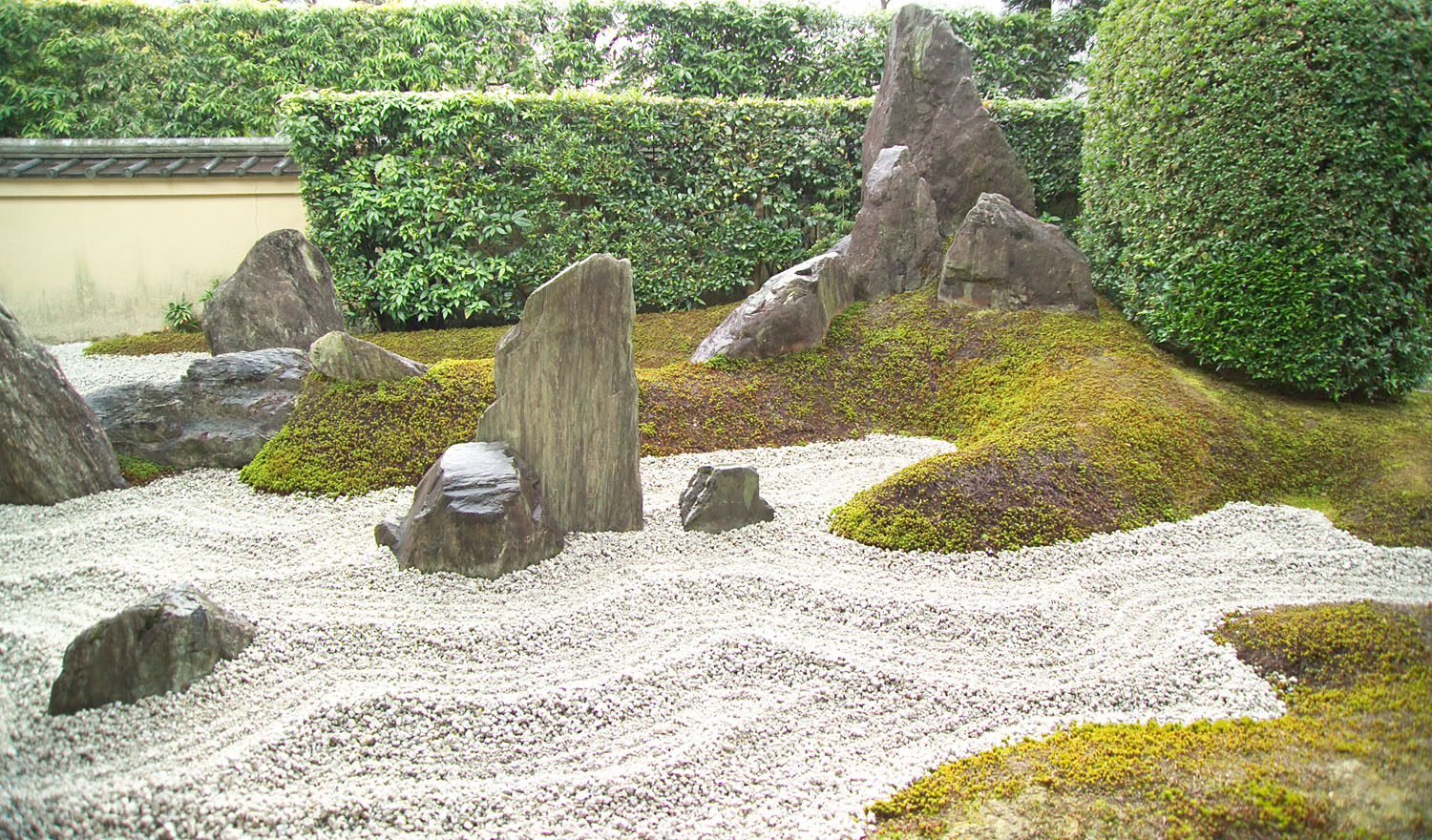